# 铕化合物
铕化合物是镧系金属铕（元素符号：Eu）形成的化合物，在这些化合物中，铕一般显+3价，如EuCl3、Eu(NO3)3等；+2价的铕化合物是已知的，这也是水溶液中镧系金属最稳定的二价离子。

## 氧族化物
氧化亚铕可由氧化铕在高温下用金属铕还原得到，它具有岩盐结构，为深红色固体，在77 K具有铁磁性。它有成为磁制冷材料的潜力（ΔSmag=−143 mg/cm3 K，50 kOe）。硫化亚铕也具有铁磁性，但碲化亚铕却是反铁磁性的。铕的混合价态氧化物Eu3O4可由氧化铕用还原剂在氢气气氛下还原得到，如：
2 Eu2O3 + 2 EuOCl + 2 LiH → 2 Eu3O4 + 2 LiCl + H2↑
三氧化二铕（氧化铕）是铕最稳定的氧化物，是高熔点的浅粉色固体，可由硝酸铕的热分解反应制得。它和水反应，可以得到EuOOH。可溶性铕盐和氨水或氢氧化钠反应，能够沉淀出氢氧化物Eu(OH)3，但有多羟基化合物（如葡萄糖）存在时，沉淀不完全。三硫化二铕可由Eu(Et2NCS2)3·Phen在500~600 °C分解制得，硫氰酸盐Eu(NCS)3的分解也会得到三硫化二铕；它的两种晶型α型和γ型分别属正交晶系和立方晶系。
氧硫化铕由氧化铕在二硫化碳/氩/低压氧气流中反应得到，它是三斜晶系的固体，空间群P3m1，其光学带隙为4.4 eV。氧硒化铕和氧碲化铕可以由氧化铕和硒或碲在600 °C反应制得，氧硒化物在空气中加热，氧化为氧亚硒酸盐，氧碲化物也会发生类似反应，得到Eu2TeO6。
金属铕在固态氩中和水反应，可以得到Eu(H2O)和Eu(H2O)2配合物。Eu(H2O)经过重排得到HEuOH，并进一步分解为EuO和H2；Eu(H2O)2则分解为Eu(OH)2和H2。

## 卤化物
铕可以形成EuX3（X=F, Cl, Br, I）四种卤化物，除氟化物外均易溶于水，在水中是强电解质。无水卤化铕可由氧化物或卤化物的水合物反应制得：
Eu2O3 + 6 NH4Cl → 2 EuCl3 + 3 H2O + 6 NH3↑
EuCl3·6H2O + 6 SOCl2 → EuCl3 + 6 SO2↑ + 12 HCl↑
其中，碘化铕只能通过氧化铕和氢碘酸反应得到，直接用碘化铵处理反应物会得到二价的碘化亚铕。

## 含氧酸盐

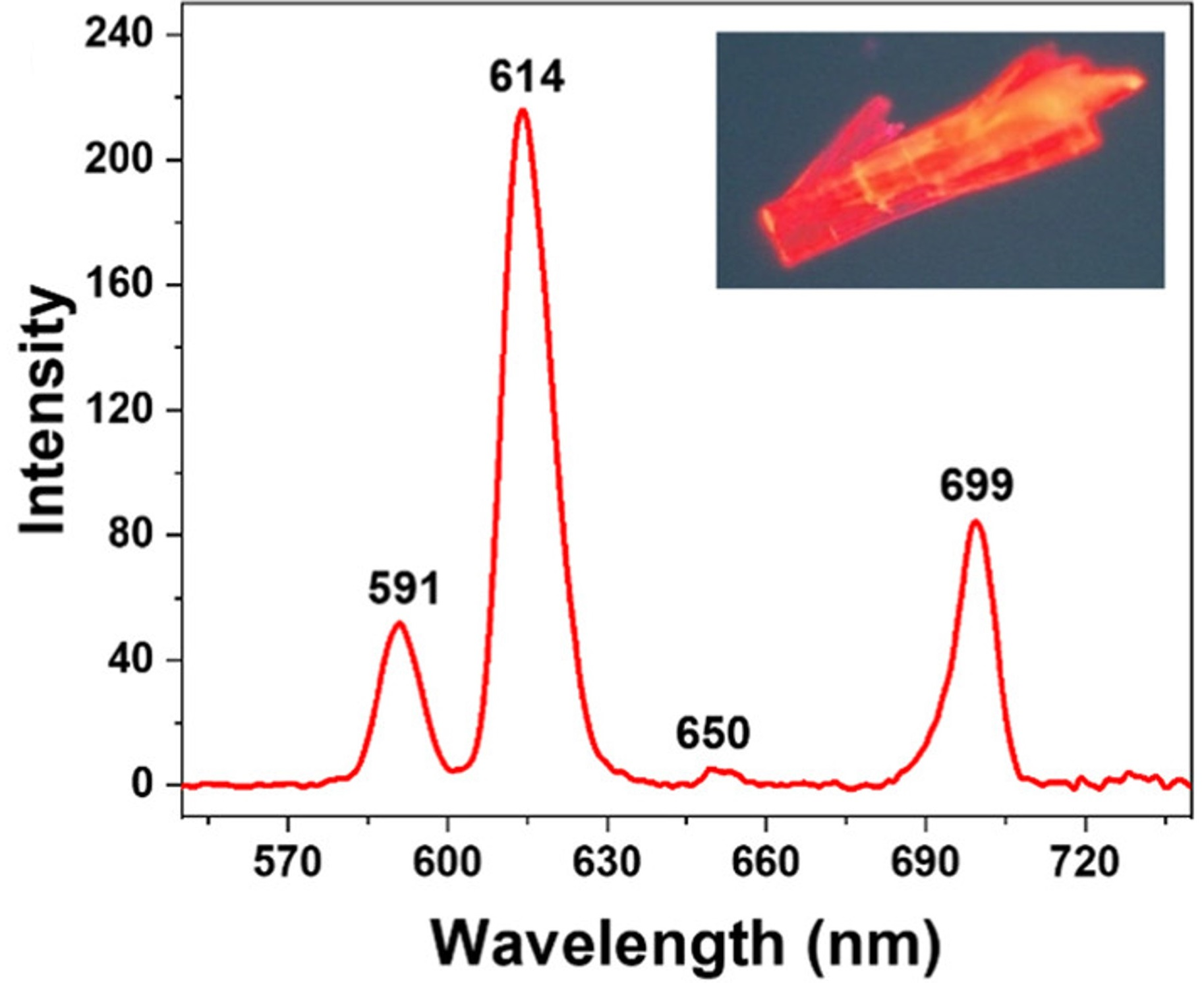
一种Eu-MOF在280 nm紫外光激发下的发光，光谱中有着Eu^{3+}的特征峰。

硫酸亚铕是二价铕的硫酸盐，它可由汞作为阴极，电解硫酸铕的溶液得到，或者用锌汞齐还原氯化铕，再和硫酸反应制得。它和碳酸钠或草酸铵反应，可以分别得到碳酸亚铕和草酸亚铕。
EuSO4 + Na2CO3 + xH2O → EuCO3·xH2O + Na2SO4
EuSO4 + (NH4)2C2O4(饱和) + H2O → EuC2O4·H2O + (NH4)2SO4
三价的硫酸铕可以直接由氧化铕和稀硫酸反应，并结晶得到，对水合物的脱水可以得到无水物。硫酸铕可溶于水，其八水合物在20 °C时的溶解度为2.56 g。铕的亚硫酸盐（Eu2(SO3)3·nH2O，n=0, 3, 6）及其碱式盐（EuOHSO3·4H2O）是已知的，亚硫酸盐在一氧化碳气氛中加热，会经过脱水得到无水物，经过Eu2O2SO4，最终得到氧硫化物Eu2O2S。

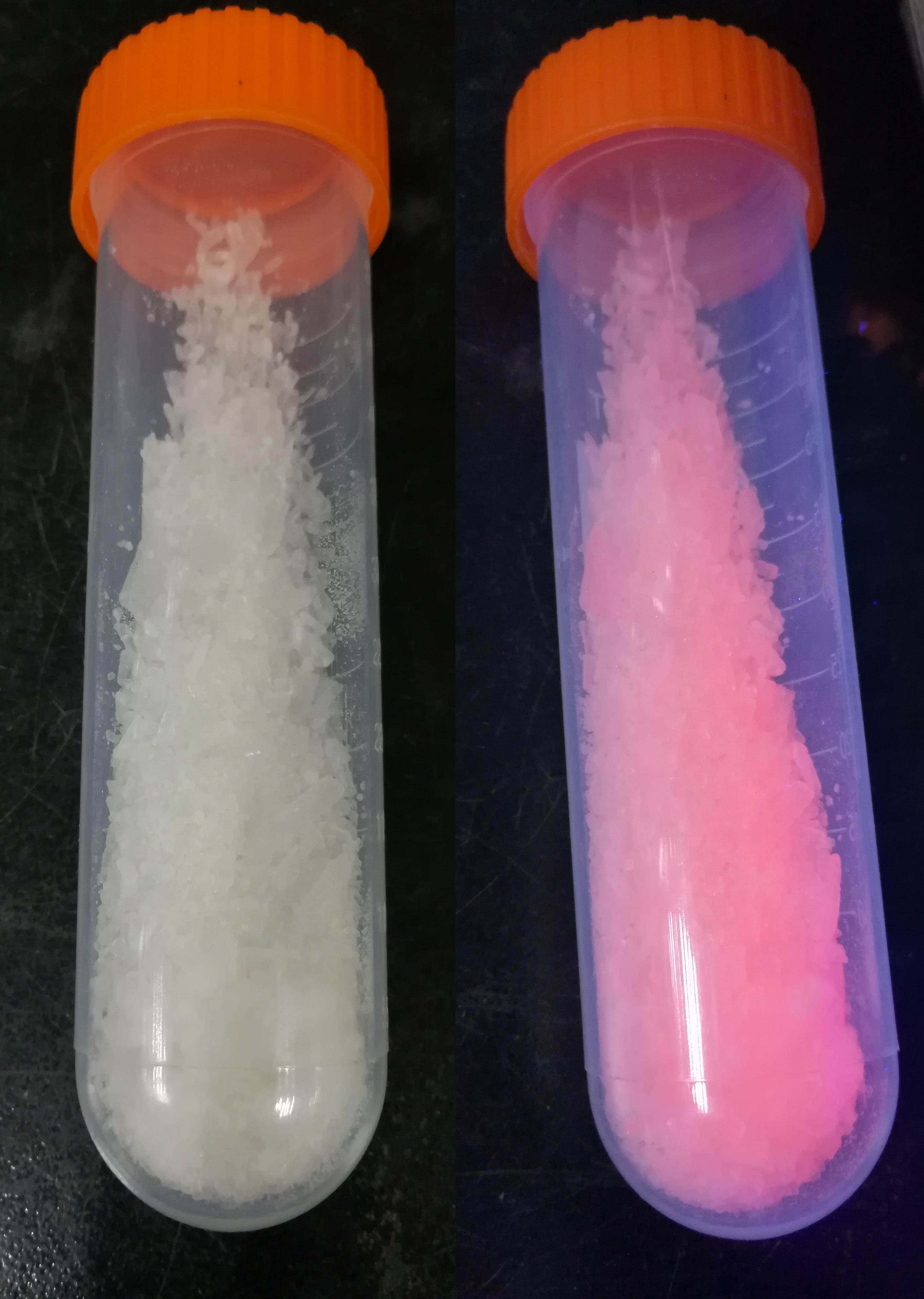
硝酸铕是无色晶体，在365 nm紫外光激发下发出红光。

硝酸铕可由氧化铕和硝酸反应并结晶得到，晶体用45~55%硫酸干燥，可以得到六水合物。其无水物可以通过氧化铕和四氧化二氮反应得到，而加热水合物只能得到碱式盐EuONO3。磷酸铕可以通过氯化铕和磷酸氢二铵（或氧化铕和5 mol/L的磷酸）反应得到，其白色的一水合物从溶液中沉淀。它在600~800 °C失水，由一水的六方相转变为无水的单斜相。氧化铕和五氧化二砷反应，得到砷酸铕，它是无色晶体，具有磷钇矿结构。
碳酸铕是铕的碳酸盐之一，可由二氧化碳饱和的碳酸氢钠稀溶液与可溶性铕盐反应得到，它加热分解，生成氧化铕和二氧化碳。其碱式盐及复盐是已知的。乙酸铕是浅粉色的固体，可以从水溶液中结晶出四水合物，它用硫酸干燥得到三水合物。硝酸铕和草酸反应得到草酸铕十水合物，它在100 °C转化为五水合物。原料使用草酸钾只能得到复盐KEu(C2O4)2·2H2O。将草酸铕和草酸于200 °C进行草酸反应，可以得到配位聚合物[Eu(C2O4)(HCOO)]n。草酸铕在二氧化碳气氛中加热至320 °C，可以得到草酸亚铕：
Eu2(C2O4)3 → 2 EuC2O4 + 2 CO2↑

## 有机铕化合物
有机铕化合物是含Eu–C键的一类金属有机化合物，早期研究的有铕的环戊二烯配合物，它们可以由茂基钠和无水卤化铕在四氢呋喃中反应制得，如：
EuCl3 + 3 C5H5Na → (C5H5)3Eu + 3 NaCl
EuI2 + 2 (C5HiPr4)Na → (C5HiPr4)2Eu + 2 NaI
三茂铕是棕色固体，可以和过氧化氢反应得到环戊二烯过氧化铕；二(四异丙基茂)铕是橙红色固体，可于165 °C熔化。环壬四烯和铕(II)的配合物可以由类似方法制得，它的甲苯溶液在516 nm发出蓝绿色的荧光，相比其它有机铕(II)夹心配合物（约630 nm）有着明显的蓝移。
除了利用复分解反应制备有机铕化合物外，也能直接通过金属铕参与反应，如铕和五甲基环戊二烯反应生成浅橙色的二(五甲基环戊二烯)铕；和环辛四烯反应，得到浅绿色的环辛四烯铕。

## 应用
三价铕的化合物在激发下可以发出红光，如氧化铕可用于显像管电视中，掺铕氧硫化钇（Y2O2S:Eu3+）可用作荧光粉等。此外，铕化合物还能用于防伪材料制造。